# ترابانت ۶۰۰
ترابانت ۶۰۰ (انگلیسی: Trabant 600) یک خودروی دو در بود که توسط شرکت خودروسازی آلمان شرقی VEB Sachsenring Automobilwerke Zwickau از سال ۱۹۶۲ تا ۱۹۶۵ تولید شد. این مدل یک نسخه به روز ترابانت P۵۰ بود که در سال ۱۹۵۷ معرفی گردید. موتور دو سیلندر با حجم ۵۹۵ سی سی با قدرت ۲۳ اسب بخار. این خودرو دارای یک گیربکس چهار سرعته دستی و حداکثر سرعت ۶۵ مایل در ساعت (۱۰۵ کیلومتر در ساعت) بود.
مانند ترابانت P۵۰ ، ترابانت ۶۰۰ نیز از یک ماده پلاستیک مانند به نام دوروپلاست ساخته شده بود که به دلیل کمیاب شدن فولاد در آلمان شرقی پس از جنگ جهانی دوم، با ضایعات پنبه و رزین تقویت شد. همچنین دارای یک سیستم تعلیق منحصر به فرد متشکل از ترکیبی از فنرهای مارپیچ و فنرهای برگ عرضی بود. ۵۰
ترابانت ۶۰۰ در آلمان شرقی با استقبال خوبی مواجه شد و به دلیل قیمت پایین، قابلیت اطمینان و مصرف سوخت، در بین آلمان شرقی محبوبیت زیادی داشت. اما در مقایسه با خودروهای غربی همان دوران منسوخ تلقی می‌شد و تعداد کمی به کشورهای غربی صادر می‌شد. امروزه ترابانت ۶۰۰ یک کالای کلکسیونی کمیاب و نمادی از مهندسی آلمان شرقی است.